# Банкноти італійської ліри

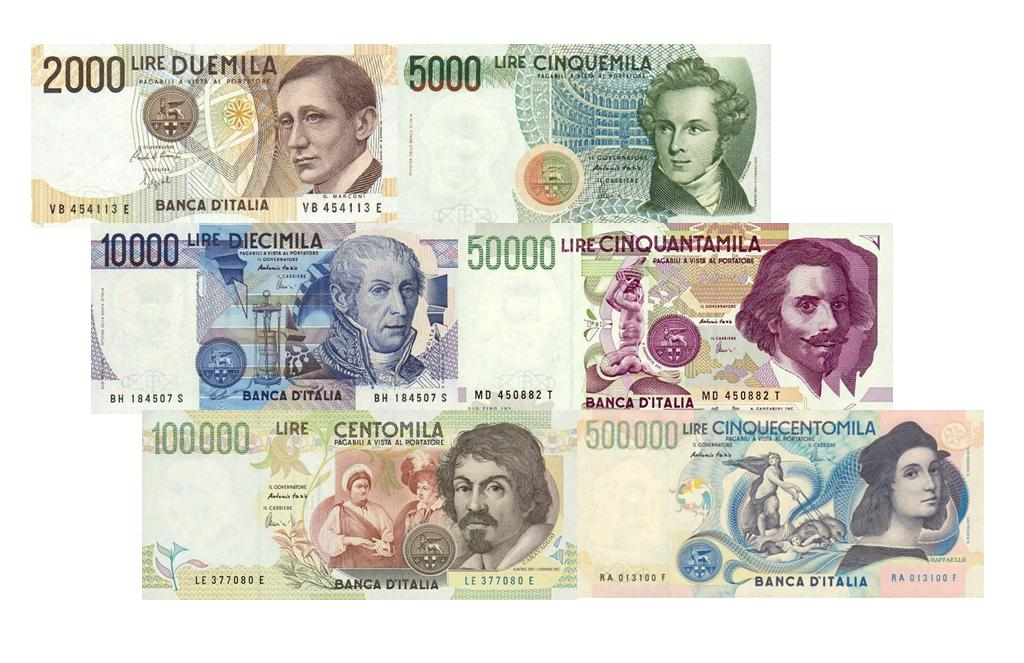
Остання серія італійських банкнот

Банкноти італійської ліри друкувалися між 1866—2001 роками. Спочатку вони були законним платіжним засобом Королівства Італії (1861—1946), а потім Італійської республіки з 1946 року і до повного переходу на євро 1 січня 2002-го. Протягом всієї своєї історії було випущено 19 номіналів банкнот. Найменшим номіналом була банкнота 50 чентезимо, а найбільшим — 500 000 лір.

## Історія

### Королівство Італія (1861—1946)
Ліра (позначення: ₤, зазвичай також L. чи LIT) офіційно стала валютою і законним платіжним засобом Королівства Італії з виданням указу від 24 серпня 1862 року, після чого вона замінила всі інші валюти, що знаходилися в доунітарних італійських державах.
Ще до об'єднання Італії різні банки на Апеннінському півострові випускали паперові гроши-банкноти, які конвертувалися в дорогоцінні метали. Після політичного об'єднання держави Національний банк Королівства Італія випустив банкноти номіналом 25, 50, 100, 500 та 1000 лір розміром 80×40 мм, які були надруковані на фабриці «Officina carte valori» у Турині.
Через втрату 1866 року конвертованості банкнот, був встановлений обов'язковий їхній обмінний курс на монети, який діяв до 1881 року. Через це поширення банкнот на ринку стало складнішим, оскільки громадяни бажали тримати заощадження в монетах, тому 1874 року італійський уряд вирішив випустити банкноти дрібного номіналу.
У 1881 році уряд вирішив продовжити термін дії банкнот, як законного платіжного засобу ще на два роки, але через фінансову кризу 1887-го конвертованість банкнот в еквівалент у дорогоцінному металі знову була заборонена.
У 1895 році італійський уряд довірив друк банкнот Банку Італії й встановив перші правила щодо випуску банкнот. Було вирішено використовувати лише білий папір з водяними знаками, що поставлявся італійськими паперовими фабриками й використовувати на банкнотах малюнки сієнського ювеліра Рінальдо Барбетті. Громадськість критикувала банальність задуму та недоліки виконання банкнот, які, на їхню думку, були дуже прості для підробки; незважаючи на це, банкноти цього типу продовжували друкувати і наступних десятилітть.
У 1910 році Джованні Капранезі було доручено розробити нові банкноти номіналом 50, 100, 500 та 1000 лір. Перша банкнота, номіналом 50 лір, була випущена в обіг лише 1915 року і використовувалася до 1950 року. Цього часу, через нестачу потужностей виробництво паперу з водяними знаками також здійснювалося на фабриці «Cartiere Miliani», а Банк Італії розпочав роботи з будівництва власної паперової фабрики.
У 1928 році було засновано Державний Інститут друку і карбування (Istituto Poligrafico e Zecca dello Stato), перед яким поставили завдання щодо забезпечення графічних та поліграфічних потреб державного управління, включаючи банкноти. Під час Другої світової війни на друкарській фабриці в Л'Аквілі проводилися роботи з випуску банкнот для італійських колоній в Африці та окупованої Албанії у 50, 100, 500 і 1000 лір. Але через серйозні руйнування будівлі під час бомбардувань, 1944 року їхнє виробництво було припинено.
Цього періоду, банкноти, розроблені Барбетті, все ще перебували в обігу Рима. У північній Італії зі створенням Італійської Соціальної Республіки друкування банкнот відбувалося в установах Італійського інституту графічних мистецтв у Бергамо, майстернях Альф'єрі та Лакруа в Мілані та Географічному інституті де Агостіні в Новарі.
На півдні Італії після висадки союзників поширилася нова валюта — ам-ліра, яка залишалася в обігу до 1950 року.

### Період між створенням фашистського уряду та скасуванням монархії (1922—1946)
Міністерським указом від 19 травня 1926 року італійські банкноти були ретушовані з графічної точки зору. Фактично було вирішено, що фасції мають розміщуватися на зворотному боці банкноти, а дата має зазначатися на лицьовій стороні, за якою слідує порядковий номер римськими цифрами за роком дії фашистського уряду.
За двадцять років Банк Італії створив лише три нових типи банкнот:
- банкнота у 50 лір, випущена відповідно до міністерського указу від 10 жовтня 1933 року, містила на лицьовій стороні зображення Юлія Цезаря з датою випуску праворуч від нього, а зворотний бік зображав Капітолійську вовчицю.
- банкнота у 100 лір, випущена у 1931 році, велика увага у її дизайні приділялася зображенню символів державної влади, відповідих соціально-політичному контексту того часу. На лицьовій стороні банкноти під словом «сто» містилося зображення давньоримської богині Роми в шоломі, що сидить перед Капітолійською вовчицею; в руці вона тримала спис, а під пахвою щит з дуже популярною у ті роки абревіатурою «SPQR».
- банкнота у 1000 лір, випущена у 1930 році, виготовлялася відповідно до міністерського указу 1929 року, згідно з яким на лицьовій стороні банкноти зображався овал з квітковою гірляндою, перерваний вгорі державною печаткою, а знизу предсталялися уособлення «королев моря», а саме Генуї та Венеції.

В останні роки правління фашистського уряду, у зв'язку з початком війни, банкноти нового дизайну не розроблялися, в обігу використовувалися перероблені старі моделі, створені Барбетті на початку 20-го століття.
Одними з останніх випусків банкнот Королівства Італія, стали так звані серії типу «Imperiale» (1939—1943) та типу «Lira Luogotenenziale» (1944—1946), представлені «державними білетами» по 1, 2, 5 і 10 лір.

### Республіка Італія (1946—2002)
Першими лірами Республіки Італія, стали так звані «апельсинові ліри» («lira Arancia»), через зображення на монетах апельсину, які випускалися між 1946—1950 роками. Після Другої світової війни італійська валюта зазнала сильної інфляції, і через втрату купівельної спроможності було прийнято рішення про випуск банкнот номіналом 5000 та 10 000 лір, при цьому було вирішено скасувати випуск розмінних монет — чентезимо. Фактично, між 1938 та 1964 роками ліра стократно втратила свою купівельну спроможність.
У 1960-х роках Банк Італії вирішив оновити дизайн всього банкнотного ряду і довірив їхню розробку Флоренцо Мазіно Бессі. План полягав у тому, щоб розмістити портрети Верді, Рафаеля та Мікеланджело на банкнотах у 1000, 5000 та 10000 лір відповідно, а для більших номіналів було обрано зображення Леонардо да Вінчі. Ще одним нововведенням, стало зменшення розмірів банкнот, щоб населенню було їх зручно класти в гаманець, не згинаючи. Наприкінці 1960-х років у банкнотах було введено новий елемент захисту від підробки — металеву стрічку, яка вживлювалася в папір, а державною печаткою на купюрах став лев Сан-Марко.
Протягом 1970-х років було випущено банкноти двох нових проміжних номіналів: 2000 та 20000 лір. Крім того, було вирішено боротися з фальшуванням абсолютно новим методом: на банкнотах були присутні водяні знаки у вигляді портретів невідомих осіб, що за задумом мало привертати більше уваги італійців щодо виявлення підробки. Розробкою дизайну цих нових банкнот займалися Джованні Піно та Гульєльмо Савіні.
У наступному десятилітті для боротьби з фальшивомонетництвом були запроваджені спеціальні машини для розпізнавання підроблених банкнот; зокрема, папір із водяними знаками фарбувався 
люмінесцентними фібринами. Незважаючи на це, у 1985 році стався один із найвідоміших випадків італійського фальшивомонетницького мистецтва: на Сицилії було вилучено 14 000 екземплярів підроблених банкнот номіналом у 50 000 лір. Підроблені банкноти мали вручну відретушований дизайн, який створювався за 25 друкованих проходів й були повністю ідентичні оригіналу.
Також у 1980-х роках було надруковано нову серію банкнот із зображенням:
- Марко Поло на 1000 лір
- Вінченцо Белліні на 5000 лір
- Алессандро Вольта на 10 000 лір
- Джан Лоренцо Берніні на 50 000 лір
- Караваджо на 100 000 лір

Останнім періодом, коли італійські банкноти зазнали багато нововведень — стали 1990-ті роки. Зокрема, були вдосконалені елементи захисту, на стрічці, що вживлювалася у папір, було введено мікротекст, який читався проти світла, та чорнило з мінливим коліром. У 1997 році була введена остання банкнота італійської ліри нового номіналу у 500 000 лір.

## Перелік банкнот
Банкноти італійської ліри поділяються на декілька категорій в залежності від їхнього найменування на них:
- банкноти Національного банку Королівства Італія (Banca Nazionale nel Regno d'Italia)
- консорціумні білети (Biglietti Consorziali)
- державні білети (Biglietti di Stato)
- касові ваучери (Buoni di Cassa)
- банкноти Банку Італії (Banca d'Italia)

### Банкноти типу Banca Nazionale nel Regno d'Italia (1866—1896)

#### Банкноти зразка 1866 року першого типу
| Зображення | Зображення | Номінал (лір) | Розміри (мм) | Основний колір | Опис                                                                                       | Опис     | Дата           | Дата          |
| Аверс      | Реверс     | Номінал (лір) | Розміри (мм) | Основний колір | Аверс                                                                                      | Реверс   | Перший друк    | Останній друк |
| ---------- | ---------- | ------------- | ------------ | -------------- | ------------------------------------------------------------------------------------------ | -------- | -------------- | ------------- |
|            |            | 5             | 150 × 84     | Білий          | Портрет Італії                                                                             | Відсутнє | 25 липня 1866  | 25 липня 1866 |
|            |            | 10            | 100 × 47     | Білий          | Віктор Емануїл II                                                                          | Відсутнє | 16 травня 1866 | 25 липня 1866 |
|            |            | 25            | 153 × 94     | Рожевий        | Рослинний орнамент. Герби міст Генуї та Турина. Медальйон із портретом Христофора Колумба. | Відсутнє | 25 липня 1866  | 22 липня 1868 |
|            |            | 40            | 158 × 98     | Зелений        | Рослинний орнамент. Герби міст Генуї та Турина. Медальйон із портретом Христофора Колумба. | Відсутнє | 25 липня 1866  | 25 липня 1866 |

#### Банкноти зразка 1866—1869 років другого типу
| Зображення | Зображення | Номінал (лір) | Розміри (мм) | Основний колір  | Опис                                                               | Опис                                             | Дата           | Дата            |
| Аверс      | Реверс     | Номінал (лір) | Розміри (мм) | Основний колір  | Аверс                                                              | Реверс                                           | Перший друк    | Останній друк   |
| ---------- | ---------- | ------------- | ------------ | --------------- | ------------------------------------------------------------------ | ------------------------------------------------ | -------------- | --------------- |
|            |            | 1             | 63 × 37      | Чорно-зелений   | Номінал, портрети Італії                                           | Портрети Італії, Кавура, Колумба, Маніна і Данте | 20 січня 1869  | 15 січня 1873   |
|            |            | 2             | 73 × 43      | Чорно-зелений   | Каміло Кавур                                                       | Номінал                                          | 25 липня 1866  | 22 січня 1868   |
|            |            | 5             | 85 × 51      | Блакитно-чорний | Портрети Кавура, Колумба і Італій                                  | Портрет Італії                                   | 30 жовтня 1867 | 15 січня 1873   |
|            |            | 10            | 103 × 58     | Чорно-синій     | Портрети Кавура і Колумба. Леви, що сидять біля Савойського герба. | Номінал                                          | 16 травня 1866 | 28 вересня 1870 |

#### Банкноти зразка 1872—1873 років
| Зображення | Зображення | Номінал (лір) | Розміри (мм) | Основний колір | Опис                                                                       | Опис                                                                          | Дата          | Дата          |
| Аверс      | Реверс     | Номінал (лір) | Розміри (мм) | Основний колір | Аверс                                                                      | Реверс                                                                        | Перший друк   | Останній друк |
| ---------- | ---------- | ------------- | ------------ | -------------- | -------------------------------------------------------------------------- | ----------------------------------------------------------------------------- | ------------- | ------------- |
|            |            | 50            | 195 × 104    | Зелений        | Потрет Італії в овалі, Савойський герб, статуя Справедливості              | Морський якір із Савойським гербом та двома медальйонами з жіночими фігурами. | 15 січня 1873 | 21 липня 1893 |
|            |            | 100           | 210 × 118    | Рожевий        | Зверху герби Турину і Генуї; знизу медальйон із зображенням бюста Колумба. | Відсутнє                                                                      | 15 січня 1873 | 25 січня 1893 |
|            |            | 250           | 210 × 116    | Зелений        | Зверху герби Турину і Генуї; знизу медальйон із зображенням бюста Колумба. | Відсутнє                                                                      | 15 січня 1873 | 15 січня 1873 |
|            |            | 500           | 220 × 130    | Білий          | Зверху герби Турину і Генуї; знизу медальйон із зображенням бюста Колумба. | Відсутнє                                                                      | 17 липня 1872 | 25 січня 1893 |
|            |            | 1000          | 245 × 124    | Білий          | Зверху герби Турину і Генуї; знизу медальйон із зображенням бюста Колумба. | Відсутнє                                                                      | 17 липня 1872 | 15 січня 1873 |

#### Банкноти зразка 1878—1883 років
| Зображення | Зображення | Номінал (лір) | Розміри (мм) | Основний колір | Опис                                                                           | Опис                                                   | Дата              | Дата          |
| Аверс      | Реверс     | Номінал (лір) | Розміри (мм) | Основний колір | Аверс                                                                          | Реверс                                                 | Перший друк       | Останній друк |
| ---------- | ---------- | ------------- | ------------ | -------------- | ------------------------------------------------------------------------------ | ------------------------------------------------------ | ----------------- | ------------- |
|            |            | 25            | 165 × 107    | Жовто-зелений  | Сидяча жіноча фігура з трьома херувимами. Рослинний орнамент. Савойський герб. | Портрет Італії. Алегоричні фігури. Рослинний орнамент. | 24 січня 1883     | 20 липня 1892 |
|            |            | 1000          | 210 × 113    | Синьо-жовтий   | Дві жіночі фігури. Алегоричні фігури. Савойський герб. Рослинний орнамент.     | Портрет Італії. Алегоричні фігури. Рослинний орнамент. | 28 листопада 1877 | 21 липня 1893 |

### Банкноти типу Biglietti Consorziali (1874—1881)
| Зображення | Зображення | Номінал      | Розміри (мм) | Основний колір     | Опис | Опис              | Дата              | Дата            |
| Аверс      | Реверс     | Номінал      | Розміри (мм) | Основний колір     | Аверс | Реверс            | Перший друк       | Останній друк   |
| ---------- | ---------- | ------------ | ------------ | ------------------ | --- | ----------------- | ----------------- | --------------- |
|            |            | 50 чентезимо | 67 × 36      | Синій              | Номінал | Голова Італії     | 4 жовтня 1874     | 17 липня 1881   |
|            |            | 1 ліра       | 75 × 43      | Коричнево-зелений  | Номінал | Голова Італії     | 5 березня 1876    | 17 липня 1881   |
|            |            | 2 ліри       | 79 × 45      | Зелений            | Голова Італії, номінал | Номінал           | 5 березня 1876    | 3 травня 1881   |
|            |            | 5 лір        | 88 × 49      | Коричневий         | Номінал | Дві голови Італії | 22 червня 1876    | 3 травня 1881   |
|            |            | 10 лір       | 98 × 54      | Синьо-коричневий   | Номінал | Дві голови Італії | 22 червня 1876    | 20 лютого 1883  |
|            |            | 20 лір       | 153 × 82     | Зелений            | Номінал, рослинний орнамент. Савойський герб. | Бюст Італії       | 16 січня 1877     | 25 вересня 1882 |
|            |            | 100 лір      | 195 × 104    | Синій              | Номінал, рослинний орнамент. Савойський герб. Алегоричні фігури.                                                                                   | Бюст Італії       | 4 серпня 1877     | 24 квітня 1882  |
|            |            | 250 лір      | 195 × 104    | Сіро-жовто-зелений | Номінал, рослинний орнамент. Савойський герб. Алегоричні фігури. Дві сидячі жіночі фігури, що представляють промисловість і сільське господарство. | Бюст Італії       | 28 листопада 1877 | 3 травня 1881   |
|            |            | 1000 лір     | 210 × 113    | Зелений            | Номінал, рослинний орнамент. Савойський герб. Алегоричні фігури.                                                                                   | Бюст Італії       | 28 листопада 1877 | 25 серпня 1882  |

### Банкноти типу Biglietti di Stato (1882—1925)
| Зображення | Зображення | Номінал (лір) | Розміри (мм) | Основний колір   | Опис | Опис                                                                                             | Дата             | Дата            |
| Аверс      | Реверс     | Номінал (лір) | Розміри (мм) | Основний колір   | Аверс | Реверс                                                                                           | Перший друк      | Останній друк   |
| ---------- | ---------- | ------------- | ------------ | ---------------- | --- | ------------------------------------------------------------------------------------------------ | ---------------- | --------------- |
|            |            | 5             | 97 × 54      | Синьо-коричневий | Портрет Умберто I у медальйоні.                                                                               | Портрет Умберто I зліва; орел з королівським щитом; велика цифра «5».                            | 17 грудня 1882   | 4 вересня 1901  |
|            |            | 5             | 100 × 54     | Синьо-коричневий | Портрет Віктора Емануїла III у профіль праворуч, коронований королівський щит угорі посередині, орел ліворуч. | Фігура Італії ліворуч, на задньому плані велика цифра «5» і Кампідольо.                          | 8 листопада 1904 | 20 грудня 1925  |
|            |            | 10            | 111 × 62     | Синьо-коричневий | Портрет Умберто I у медальйоні.                                                                               | Портрет Умберто I зліва, увінчаний савойський щит угорі по центру та велика цифра «10» праворуч. | 11 березня 1883  | 1 жовтня 1884   |
|            |            | 10            | 113 × 69     | Синьо-коричневий | Портрет Умберто I у медальйоні.                                                                               | Цифра «10» розміщена в овалі.                                                                    | 5 лютого 1888    | 20 грудня 1925  |
|            |            | 25            | 120 × 78     | Синьо-коричневий | Італія з діадемою зліва.                                                                                      | Дві круглі розетки.                                                                              | 27 липня 1895    | 7 жовтня 1895   |
|            |            | 25            | 148 × 85     | Синьо-коричневий | Ліворуч портрет Віктора Емануїла III, угорі по центру увінчаний савойський герб.                              | У центрі цифра «25», праворуч савойський геральдичний орел.                                      | 23 березня 1902  | 23 березня 1902 |

### Банкноти типу Buoni di Cassa (1893 і 1894)
| Зображення | Зображення | Номінал (лір) | Розміри (мм) | Основний колір     | Опис      | Опис                      | Дата            | Дата           |
| Аверс      | Реверс     | Номінал (лір) | Розміри (мм) | Основний колір     | Аверс     | Реверс                    | Перший друк     | Останній друк  |
| ---------- | ---------- | ------------- | ------------ | ------------------ | --------- | ------------------------- | --------------- | -------------- |
|            |            | 1             | 72 × 36      | Зелено-синій       | Умберто I | Савойський герб і номінал | 15 вересня 1893 | 27 травня 1898 |
|            |            | 2             | 77 × 40      | Коричнево-червоний | Умберто I | Савойський герб і номінал | 22 лютого 1894  | 13 липня 1898  |

### Банкноти типу Banca d'Italia «Велика літера» (1896—1950)
| Зображення | Зображення | Номінал (лір) | Розміри (мм) | Основний колір       | Опис | Опис | Дата            | Дата              |
| Аверс      | Реверс     | Номінал (лір) | Розміри (мм) | Основний колір       | Аверс | Реверс | Перший друк     | Останній друк     |
| ---------- | ---------- | ------------- | ------------ | -------------------- | --- | --- | --------------- | ----------------- |
|            |            | 50            | 168 × 108    | Зелений              | Жіноча фігура, яка уособлює Мистецтво й сидить на великій літері «L» з двома херувимами на руках. Савойський герб.                                       | Жіноча голова та орнамент з алегоричних фігур та херувимів.                                                                                | 12 вересня 1896 | 29 червня 1926    |
|            |            | 50            | 170 × 109    | Зелений              | Жіноча фігура, яка уособлює Мистецтво й сидить на великій літері «L» з двома херувимами на руках. Савойський герб.                                       | Жіноча голова та орнамент з алегоричних фігур та херувимів.                                                                                | 11 серпня 1943  | 11 листопада 1944 |
|            |            | 100           | 195 × 120    | Коричневий           | Велика літера «В»; Савойський герб; сидяча жіноча фігура, що символізує Знання; алегорична фігура Справедливості з вагами та мечем; алегоричний орнамент | Жіноча фігура, що уособлює науку, з факелом і книгою знань, оточена херувимами; орел; алегоричний орнамент.                                | 30 жовтня 1897  | 17 листопада 1930 |
|            |            | 100           | 185 × 120    | Коричневий           | Cидяча жіноча фігура, що символізує Знання; алегорична фігура Справедливості з вагами та мечем; алегоричний орнамент                                     | Жіноча фігура, що уособлює науку, з факелом і книгою знань, оточена херувимами; орел; алегоричний орнамент.                                | 2 лютого 1926   | 17 жовтня 1934    |
|            |            | 100           | 189 × 119    | Коричневий           | Велика літера «В»; Савойський герб; сидяча жіноча фігура, що символізує Знання; алегорична фігура Справедливості з вагами та мечем; алегоричний орнамент | Жіноча фігура, що уособлює науку, з факелом і книгою знань, оточена херувимами; орел; алегоричний орнамент.                                | 9 грудня 1942   | 10 жовтня 1944    |
|            |            | 500           | 220 × 130    | Бежево- синій        | Савойський герб; алегоричні фігури Закону та Правосуддя; орнамент з алегоричних фігур та херувимів.                                                      | Алегоричні фігури енології та навігації. Орнамент з алегоричних фігур.                                                                     | 25 жовтня 1898  | 12 лютого 1921    |
|            |            | 500           | 212 × 132    | Малиново- рожевий    | Савойський герб; алегоричні фігури Закону та Правосуддя; орнамент з алегоричних фігур та херувимів.                                                      | Алегорична фігура енології. Алегорія навігації. Орнамент з алегоричних фігур. Голова Італії.                                               | 31 березня 1943 | 21 березня 1946   |
|            |            | 1000          | 242 × 140    | Коричнево- оливковий | Савойський герб, орнамент з крилатими фігурами; велика літера «М» із херувимами та крилатою фігурою.                                                     | Бородатий чоловік, який предсталяє Кредит та тримає ріг достатку; алегорія Індустрія; представник торгівлі та землеробства.                | 17 липня 1896   | 17 серпня 1920    |
|            |            | 1000          | 240 × 146    | Малиновий            | Савойський герб, орнамент з крилатими фігурами; велика літера «М» із херувимами та крилатою фігурою.                                                     | Бородатий чоловік, який предсталяє Кредит та тримає ріг достатку; алегорія Індустрія; представник торгівлі та землеробства; голова Італії. | 19 серпня 1921  | 2 січня 1930      |
|            |            | 1000          | 243 × 148    | Малиновий            | Савойський герб, орнамент з крилатими фігурами; велика літера «М» із херувимами та крилатою фігурою.                                                     | Бородатий чоловік, який предсталяє Кредит та тримає ріг достатку; алегорія Індустрія; представник торгівлі та землеробства; голова Італії. | 12 грудня 1942  | 6 лютого 1943     |
|            |            | 1000          | 244 × 147    | Малиновий            | Савойський герб, орнамент з крилатими фігурами; велика літера «М» із херувимами та крилатою фігурою.                                                     | Бородатий чоловік, який предсталяє Кредит та тримає ріг достатку; алегорія Індустрія; представник торгівлі та землеробства; голова Італії. | 11 серпня 1943  | 21 березня 1946   |

### Банкноти типу Buoni di Cassa (1914—1921)
| Зображення | Зображення | Номінал (лір) | Розміри (мм) | Основний колір | Опис                | Опис                      | Дата           | Дата              |
| Аверс      | Реверс     | Номінал (лір) | Розміри (мм) | Основний колір | Аверс               | Реверс                    | Перший друк    | Останній друк     |
| ---------- | ---------- | ------------- | ------------ | -------------- | ------------------- | ------------------------- | -------------- | ----------------- |
|            |            | 1             | 80 × 42      | Синьо-рожева   | Віктор Еммануїл III | Савойський герб і номінал | 10 серпня 1914 | 10 липня 1921     |
|            |            | 2             | 80 × 46      | Коричневий     | Віктор Еммануїл III | Савойський герб і номінал | 19 серпня 1914 | 16 листопада 1922 |

### Банкноти типу Banca d'Italia (1915—1943)
| Зображення | Зображення | Номінал (лір) | Розміри (мм) | Основний колір    | Опис | Опис | Дата           | Дата           |
| Аверс      | Реверс     | Номінал (лір) | Розміри (мм) | Основний колір    | Аверс | Реверс | Перший друк    | Останній друк  |
| ---------- | ---------- | ------------- | ------------ | ----------------- | --- | --- | -------------- | -------------- |
|            |            | 25            | 148 × 95     | Коричнево-синя    | Голова Італії, увінчана Латинським орлом                                                                                           | Мінерва і номінал | 24 січня 1918  | 12 травня 1919 |
|            |            | 50            | 173 × 102    | Зелено-червоний   | Богиня Паллада в шоломі. Рослинний орнамент                                                                                        | Пара волів, що тягнуть плуг, який тримає хлібороб. Савойські геральдичні орли. Рослинний орнамент.                                                                | 15 червня 1915 | 7 червня 1920  |
|            |            | 500           | 202 × 115    | Зелено-фіолетовий | Жіноча фігура, що уособлює землеробство, яка сидить на снопах пшениці з косою в правій руці та снопом у лівій. Рослинний орнамент. | Мармурова скульптурна група зі штаб-квартири Банку Італії, що складається з алегоричних фігур, які представляють економіку, право та фінанси. Рослинний орнамент. | 16 липня 1919  | 23 серпня 1943 |

### Банкноти типу Biglietti di Stato (1923)
| Зображення | Зображення | Номінал (лір) | Розміри (мм) | Основний колір | Опис                                     | Опис              | Дата           | Дата           |
| Аверс      | Реверс     | Номінал (лір) | Розміри (мм) | Основний колір | Аверс                                    | Реверс            | Перший друк    | Останній друк  |
| ---------- | ---------- | ------------- | ------------ | -------------- | ---------------------------------------- | ----------------- | -------------- | -------------- |
|            |            | 25            | 148 × 94     | Коричнево-синя | Голова Італії, увінчана Латинським орлом | Мінерва і номінал | 20 серпня 1923 | 20 серпня 1925 |

### Банкноти типу Banca d'Italia «Італія» (1930—1943)
| Зображення | Зображення | Номінал (лір) | Розміри (мм) | Основний колір          | Опис | Опис | Дата           | Дата           |
| Аверс      | Реверс     | Номінал (лір) | Розміри (мм) | Основний колір          | Аверс | Реверс | Перший друк    | Останній друк  |
| ---------- | ---------- | ------------- | ------------ | ----------------------- | --- | --- | -------------- | -------------- |
|            |            | 50            | 137 × 78     | Зелений                 | Філігранний медальйон, увінчаний фруктами.                                                                                      | Капітолійська вовчиця, рослинний орнамент. | 11 жовтня 1933 | 19 серпня 1941 |
|            |            | 100           | 185 × 116    | Зелений                 | Богиня Рома в шоломі, крилата Вікторія, Капітолійська вовчиця.                                                                  | Лавровий вінок, у якому римський орел. | 5 жовтня 1931  | 8 жовтня 1943  |
|            |            | 1000          | 222 × 125    | Синьо-зелено-коричневий | Дві жіночі фігури, що сидять й тримають жезли влади та спираються на герби морських міст: Венеції та Генуї; рослинний орнамент. | Скульптурна група з фасаду Палаццо Кок, штаб-квартири Банку Італії в Римі, що зображує алегорії сільського господарства, промисловості та торгівлі. | 7 липня 1930   | 8 жовтня 1943  |

### Банкноти типу Biglietti di Stato (1935—1944)
| Зображення | Зображення | Номінал (лір) | Розміри (мм) | Основний колір   | Опис                         | Опис                               | Дата              | Дата              |
| Аверс      | Реверс     | Номінал (лір) | Розміри (мм) | Основний колір   | Аверс                        | Реверс                             | Перший друк       | Останній друк     |
| ---------- | ---------- | ------------- | ------------ | ---------------- | ---------------------------- | ---------------------------------- | ----------------- | ----------------- |
|            |            | 1             | 45 × 45      | Коричневий       | Номінал                      | Статуя імператора Августа, номінал | 14 листопада 1939 | 14 листопада 1939 |
|            |            | 2             | 79 × 50      | Синьо-коричневий | Номінал                      | Статуя Юлія Цезаря, номінал        | 14 листопада 1939 | 14 листопада 1939 |
|            |            | 5             | 99 × 60      | Коричнево-синій  | Віктор Еммануїл III, номінал | Римський орел, номінал             | 1940              | 1944              |
|            |            | 10            | 98 × 64      | Синій            | Віктор Еммануїл III, номінал | Богиня Афіна, номінал              | 18 червня 1935    | 1 січня 1944      |

### Банкноти типу Biglietti di Stato (1944)
| Зображення | Зображення | Номінал (лір) | Розміри (мм) | Основний колір      | Опис                    | Опис                            | Дата              | Дата              |
| Аверс      | Реверс     | Номінал (лір) | Розміри (мм) | Основний колір      | Аверс                   | Реверс                          | Перший друк       | Останній друк     |
| ---------- | ---------- | ------------- | ------------ | ------------------- | ----------------------- | ------------------------------- | ----------------- | ----------------- |
|            |            | 1             | 78 × 42      | Коричнево-зелений   | Голова Італії в профіль | Номінал                         | 23 листопада 1944 | 23 листопада 1944 |
|            |            | 2             | 84 × 45      | Зелено-помаранчевий | Голова Італії в профіль | Номінал                         | 23 листопада 1944 | 23 листопада 1944 |
|            |            | 5             | 92 × 58      | Коричневий          | Голова Афіни у шоломі   | Номінал і рослинний орнамент    | 23 листопада 1944 | 23 листопада 1944 |
|            |            | 10            | 92 × 57      | Синій               | Голова Юпітера          | Номінал і дві алегорічні фігури | 23 листопада 1944 | 23 листопада 1944 |

### Банкноти типу Banca d'Italia (1944)
| Зображення | Зображення | Номінал (лір) | Розміри (мм) | Основний колір | Опис                     | Опис    | Дата           | Дата           |
| Аверс      | Реверс     | Номінал (лір) | Розміри (мм) | Основний колір | Аверс                    | Реверс  | Перший друк    | Останній друк  |
| ---------- | ---------- | ------------- | ------------ | -------------- | ------------------------ | ------- | -------------- | -------------- |
|            |            | 50            | 135 × 61     | Зелений        | Голова Італії та номінал | Номінал | 10 грудня 1944 | 10 грудня 1944 |
|            |            | 100           | 135 × 60     | Червоний       | Голова Італії та номінал | Номінал | 10 грудня 1944 | 10 грудня 1944 |
|            |            | 500           | 135 × 60     | Фіолетовий     | Голова Італії та номінал | Номінал | 10 грудня 1944 | 10 грудня 1944 |
|            |            | 1000          | 135 × 60     | Синій          | Голова Італії та номінал | Номінал | 10 грудня 1944 | 10 грудня 1944 |

### Банкноти типу Banca d'Italia (1945)
| Зображення | Зображення | Номінал (лір) | Розміри (мм) | Основний колір | Опис                                                                          | Опис    | Дата          | Дата          |
| Аверс      | Реверс     | Номінал (лір) | Розміри (мм) | Основний колір | Аверс                                                                         | Реверс  | Перший друк   | Останній друк |
| ---------- | ---------- | ------------- | ------------ | -------------- | ----------------------------------------------------------------------------- | ------- | ------------- | ------------- |
|            |            | 5000          | 254 × 75     | Синій          | З боків два профілі звернених один до одного голів Італії з різними зачісками | Номінал | 4 серпня 1945 | 4 серпня 1945 |
|            |            | 10000         | 254 × 75     | Коричневий     | З боків два профілі звернених один до одного голів Італії з різними зачісками | Номінал | 4 серпня 1945 | 4 серпня 1945 |

### Банкноти типу Biglietti di Stato (1951)
| Зображення | Зображення | Номінал (лір) | Розміри (мм) | Основний колір  | Опис                              | Опис    | Дата           | Дата           |
| Аверс      | Реверс     | Номінал (лір) | Розміри (мм) | Основний колір  | Аверс                             | Реверс  | Перший друк    | Останній друк  |
| ---------- | ---------- | ------------- | ------------ | --------------- | --------------------------------- | ------- | -------------- | -------------- |
|            |            | 50            | 105 × 65     | Зелений         | Алегорія Італії у шоломі і кірасі | Номінал | 31 грудня 1951 | 31 грудня 1951 |
|            |            | 100           | 114 × 70     | Малиново-жовтий | Алегорія Італії у шоломі і кірасі | Номінал | 31 грудня 1951 | 31 грудня 1951 |

### Банкноти типу Banca d'Italia (1947—1962)
| Зображення | Зображення | Номінал (лір) | Розміри (мм) | Основний колір | Опис                                                                                                  | Опис                   | Дата            | Дата            |
| Аверс      | Реверс     | Номінал (лір) | Розміри (мм) | Основний колір | Аверс                                                                                                 | Реверс                 | Перший друк     | Останній друк   |
| ---------- | ---------- | ------------- | ------------ | -------------- | --- | ---------------------- | --------------- | --------------- |
|            |            | 500           | 144 × 70     | Фіолетовий     | Церера з фрески «Венера, Юнона і Церера» Рафаеля                                                      | Номінал                | 20 березня 1947 | 23 січня 1962   |
|            |            | 1000          | 159 × 75     | Зелений        | Профіль жінки, що представляє Італію, взятий з твору «Три грації» Боттічеллі                          | Номінал                | 20 березня 1947 | 9 січня 1963    |
|            |            | 5000          | 233 × 122    | Зелений        | У центрі дві жіночі фігури, що сидять й представляють Венецію та Геную, посеред квіткового орнаменту. | Профіль Фолори         | 17 січня 1947   | 7 січня 1963    |
|            |            | 10000         | 243×126      | Коричневий     | У центрі дві жіночі фігури, що сидять й представляють Венецію та Геную, посеред квіткового орнаменту. | Профіль Данте Аліг'єрі | 8 травня 1948   | 24 березня 1962 |

### Банкноти типу Banca d'Italia (1962—1973)
| Зображення | Зображення | Номінал (лір) | Розміри (мм) | Основний колір         | Опис                    | Опис                                            | Дата           | Дата              |
| Аверс      | Реверс     | Номінал (лір) | Розміри (мм) | Основний колір         | Аверс                   | Реверс                                          | Перший друк    | Останній друк     |
| ---------- | ---------- | ------------- | ------------ | ---------------------- | ----------------------- | ----------------------------------------------- | -------------- | ----------------- |
|            |            | 1000          | 115 × 52     | Синьо-червоно -зелений | Джузеппе Верді          | Номінал                                         | 14 липня 1962  | 25 березня 1969   |
|            |            | 5000          | 143 × 70     | Зелений                | Христофор Колумб        | Каравела Санта-Марія і дельфін                  | 3 вересня 1964 | 20 січня 1970     |
|            |            | 10000         | 156 × 78     | Коричнево-оливковий    | Мікеланджело Буонаротті | Вид на Палаццо дель Кампідольйо та площу в Римі | 3 липня 1962   | 27 листопада 1973 |
|            |            | 50000         | 165 × 82     | Оливково-зелений       | Леонардо Да Вінчі       | Вид на місто Вінчі, батьківщину Леонардо        | 3 липня 1967   | 7 листопада 1975  |
|            |            | 100000        | 175 × 86     | Оливково-зелений       | Алессандро Манцоні      | Вид на озеро Комо                               | 3 березня 1967 | 15 січня 1979     |

### Банкноти типу Biglietti di Stato (1966—1979)
| Зображення | Зображення | Номінал (лір) | Розміри (мм) | Основний колір          | Опис                                                                | Опис                       | Дата           | Дата           |
| Аверс      | Реверс     | Номінал (лір) | Розміри (мм) | Основний колір          | Аверс                                                               | Реверс                     | Перший друк    | Останній друк  |
| ---------- | ---------- | ------------- | ------------ | ----------------------- | ------------------------------------------------------------------- | -------------------------- | -------------- | -------------- |
|            |            | 500           | 110 × 55     | Сіро-жовтий             | Німфа Аретуза; орел, що хапає, змія; дельфіни, що виходять із води. | Номінал                    | 20 червня 1966 | 23 квітня 1975 |
|            |            | 500           | 114 × 57     | Зелено-синьо-фіолетовий | Меркурій                                                            | Алегоричні фігури, номінал | 14 лютого 1974 | 2 квітня 1979  |

### Банкноти типу Banca d'Italia (1969—1983)
| Зображення | Зображення | Номінал (лір) | Розміри (мм) | Основний колір    | Опис                                                                          | Опис                                                      | Дата            | Дата              |
| Аверс      | Реверс     | Номінал (лір) | Розміри (мм) | Основний колір    | Аверс                                                                         | Реверс                                                    | Перший друк     | Останній друк     |
| ---------- | ---------- | ------------- | ------------ | ----------------- | ----------------------------------------------------------------------------- | --------------------------------------------------------- | --------------- | ----------------- |
|            |            | 1000          | 125 × 62     | Синій             | Джузеппе Верді і арфа                                                         | Театр Ла Скала в Мілані                                   | 25 березня 1969 | 30 квітня 1983    |
|            |            | 2000          | 135 × 65     | Зелено-коричневий | Галілео Галілей. Собор Санта-Марія-Ассунта з його дзвіницею (Пізанська вежа). | Знаки Зодіаку. Вид на обсерваторію Арчетрі.               | 8 жовтня 1973   | 8 лютого 1993     |
|            |            | 5000          | 141 × 70     | Зелений           | Христофор Колумб і морський коник                                             | Три каравели і великий якір з двома дельфінами.           | 20 травня 1971  | 10 листопада 1977 |
|            |            | 20000         | 157 × 70     | Коричнево-зелена  | Тіціан Вечелло. Пейзаж, написаний Тиціаном.                                   | Репродукція картини Тіціана «Любов небесна і Любов земна» | 21 лютого 1975  | 27 травня 1985    |

### Банкноти типу Banca d'Italia (1978—1984)
| Зображення | Зображення | Номінал (лір) | Розміри (мм) | Основний колір             | Опис                                                                    | Опис                                                | Дата           | Дата           |
| Аверс      | Реверс     | Номінал (лір) | Розміри (мм) | Основний колір             | Аверс                                                                   | Реверс                                              | Перший друк    | Останній друк  |
| ---------- | ---------- | ------------- | ------------ | -------------------------- | ----------------------------------------------------------------------- | --------------------------------------------------- | -------------- | -------------- |
|            |            | 5000          | 127 × 61     | Коричнево-зелено-малиновий | Репродукція картини «Портрет чоловіка» Антонелло да Мессіни             | Кінна статуя, архітектурні елементи та фонтан       | 9 березня 1979 | 19 жовтня 1983 |
|            |            | 10000         | 133 × 70     | Сіро-зелено-малиновий      | Портрет персонажа з картини «Портрет джентльмена» Андреа дель Кастаньо. | Архітектурні мотиви церкви Джезу Нуово у Флоренції. | 30 жовтня 1976 | 8 березня 1984 |
|            |            | 50000         | 150 × 70     | Синьо-зелено-малиновий     | Жіночий портрет                                                         | Архітектурні елементи                               | 20 червня 1977 | 3 квітня 1985  |
|            |            | 100000        | 157 × 70     | Малиново-синьо-коричневий  | Портрет Грації, натхненний картиною Сандро Боттічеллі «Примавера».      | Архітектурні елементи                               | 20 червня 1978 | 29 жовтня 1984 |

### Банкноти типу Banca d'Italia (1982—1999)
| Зображення    | Зображення    | Номінал (лір) | Розміри (мм) | Основний колір    | Опис                                     | Опис                                                      | Дата            | Дата           |
| Аверс         | Реверс        | Номінал (лір) | Розміри (мм) | Основний колір    | Аверс                                    | Реверс                                                    | Перший друк     | Останній друк  |
| ------------- | ------------- | ------------- | ------------ | ----------------- | ---------------------------------------- | --------------------------------------------------------- | --------------- | -------------- |
|               |               | 1000          | 113 × 60     | Коричневий        | Марко Поло                               | Фасад палацу дожів у Венеції                              | 16 березня 1982 | 9 травня 1991  |
| senza_cornice | senza_cornice | 1000          | 112 × 62     | Світло-пурпуровий | Марія Монтессорі                         | Діти в студії Армандо Спадіні                             | 24 жовтня 1990  | 25 липня 2001  |
| senza_cornice | senza_cornice | 2000          | 118 × 60     | Жовтий            | Гульєльмо Марконі                        | Корабель «Елеттра», антени та радіоприймач                | 24 жовтня 1990  | 25 травня 2001 |
| senza_cornice | senza_cornice | 5000          | 126 × 70     | Зелений           | Вінченцо Белліні та Театр «Массімо»      | Колона та сцена з опери Норма, взяті з Пам'ятника Белліні | 31 січня 1985   | 25 липня 2001  |
| senza_cornice | senza_cornice | 10000         | 133 × 70     | Синій             | Алессандро Вольта                        | Храм Вольти у Комо                                        | 3 вересня 1984  | 25 липня 2001  |
| senza_cornice | senza_cornice | 50000         | 150 × 70     | Фіолетовий        | Джанлоренцо Берніні і Фонтан Тритона     | Кінний пам'ятник Костянтину та Царські сходи              | 15 березня 1984 | 25 липня 2001  |
| senza_cornice | senza_cornice | 100000        | 156 × 70     | Світло-зелений    | Караваджо і картина «Побажання удачі»    | Картина «Кошик фруктів» Караваджо                         | 25 жовтня 1983  | 25 липня 2001  |
| senza_cornice | senza_cornice | 500000        | 163 × 78     | Блакитний         | Рафаель Санті і картина «Тріумф Галатеї» | Картина «Афінська школа» Рафаеля                          | 13 травня 1997  | 25 липня 2001  |